# Tunézia turizmusa
Tunézia az 1970-es években nyitott a turizmus előtt. Az észak-afrikai méretekben kis ország a legjelentősebb  turizmussal rendelkező afrikai országok közé emelkedett.

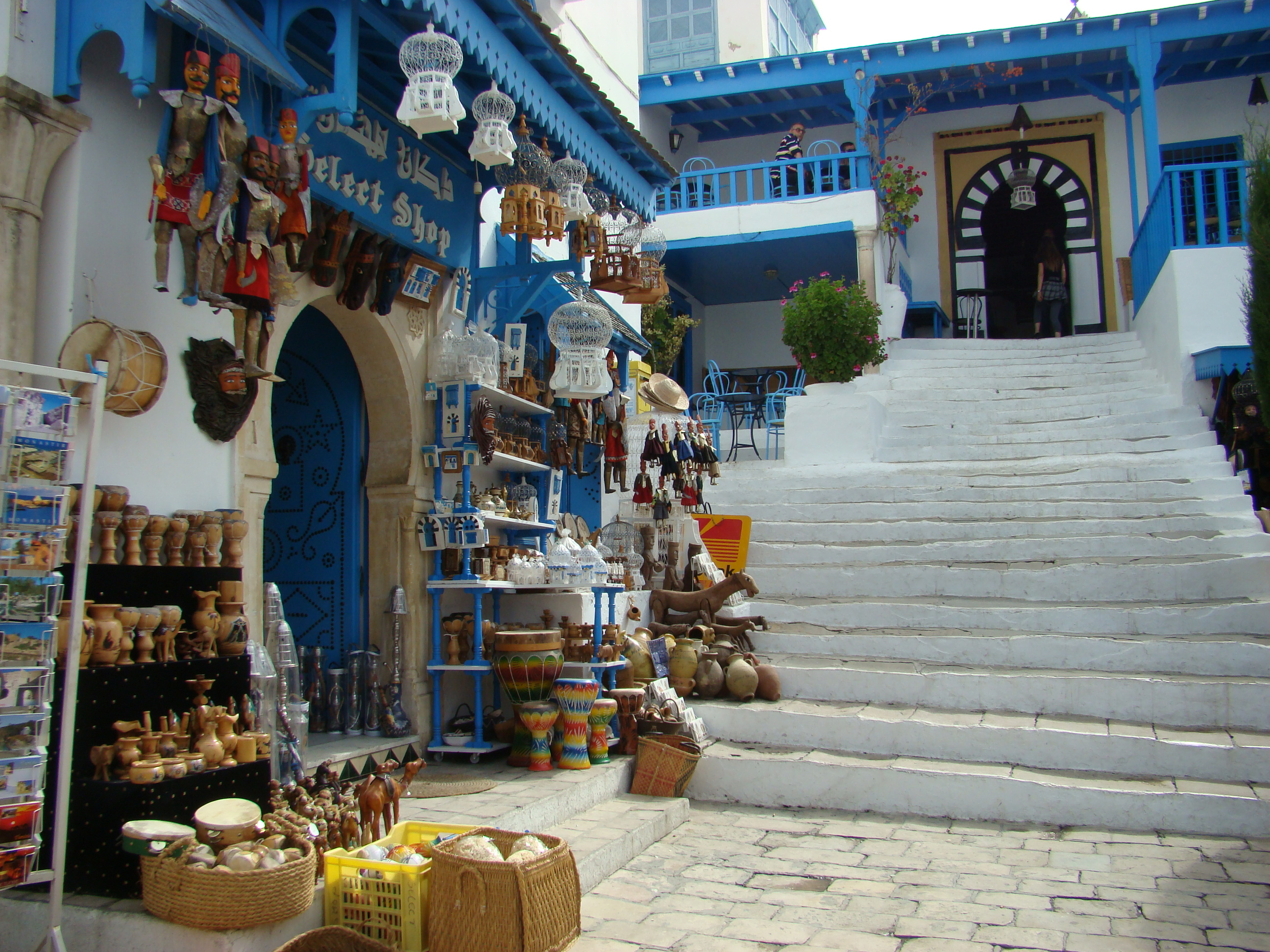
Szidi Bou Szaïd

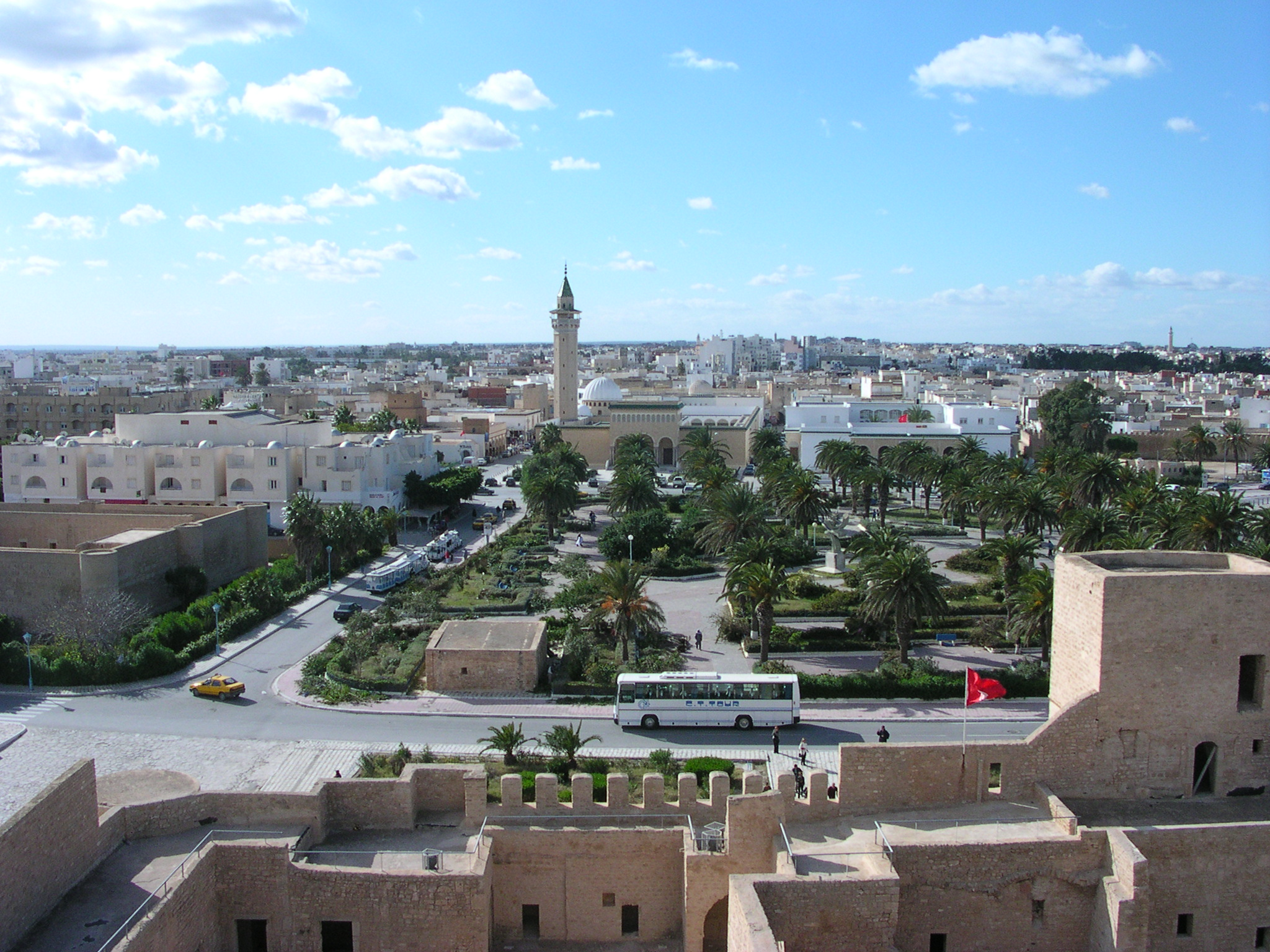
Monasztir

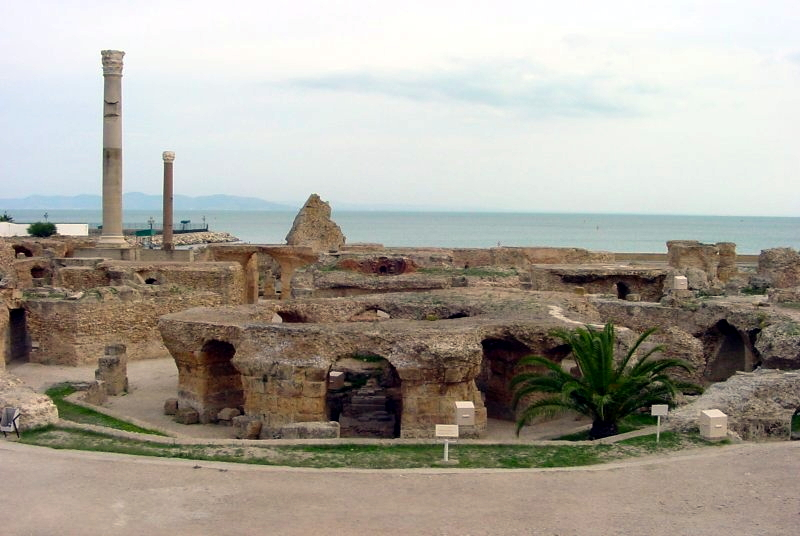
Karthágó romjai

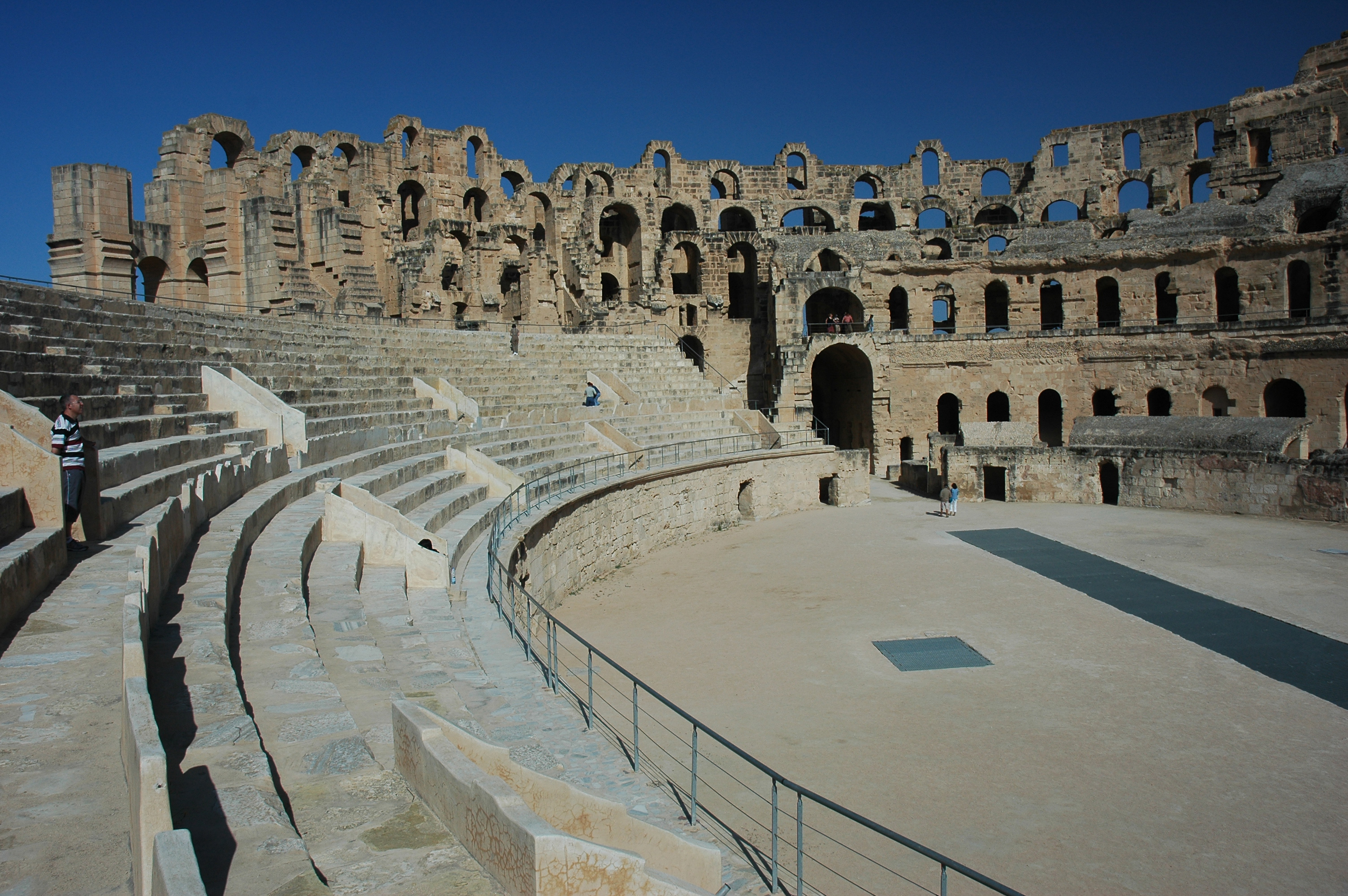
El Jem amfiteátruma

Az idegenforgalom túlnyomó része a tengerpartra koncentrálódik. A Földközi-tenger partjainak teljes hosszában turisztikai zónákat alakítottak ki. A tömegturizmusra alapozva szállodaláncok épültek. A The New York Times szerint az ország a strandjairól, napos időjárásáról és megfizethető luxuskínálatáról ismert.
Turizmusa elsősorban kommersz jellegű. Épp ezzel magyarázható, hogy az ország idegenforgalmi bevétele a konkurens Marokkóénak kevesebb, mint a fele, annak ellenére, hogy Tunéziába több turista érkezik. A tömegturizmus gyors felfutása negatív hatást is gyakorolt a helyi társadalomra (műanyaghulladék özön, a helyi szokások, kultúra, értékrend átalakulása). A tengerpart mellett jelentős örökségek találhatók a belsőbb területeken, (ősi városok, romok, oázisok) amelyek a tengerparti üdülés egy vagy többnapos fakultatív programjaiként szerepelnek a kínálatban.

## Turisztikai célpontok

### Nyaralóturizmus
- Tengerparti üdülőhelyek: Sousse, Monasztir (Monastir), Hammamet, Dzserba (Djerba) szigete.

### Kulturális
- Tunisz, a főváros jelentős kulturális turizmussal rendelkezik.
- Oázis városok: Kebili, Tozeur, Chebika hegyi oázis.
- Ókori romvárosok: Dougga, Bulla Regia, Kerkuán
- Karthágó: ismert ókori romváros.
- Kairouan: a muzulmán világ egyik legfontosabb városa, a tradicionális szőnyegkészítés központja (a városban a szőnyegnek szobrot állítottak).
- El Dzsemben található az ókori világ harmadik legnagyobb amfiteátruma.
- Matmata (vagy Matmáta):  berber barlanglakásairól ismert.
- Sott-el-Dzseríd: a Szahara sivatag peremén kiszáradt sós tavak láthatóak.

### Szaharai
Négy szaharai turisztikai régió létezik:
- Gafsza és Jérid régió, Tozeur, Nefta és a hegyi oázisokkal (Chebika, Midès és Tamerza), amely a szállodai infrastruktúra szempontjából a legjobban felszerelt, és Tunézia legnagyobb oázisainak ad otthont;[2]
- a Nefzaoua régió a két oázissal: Kébili és Douz (Chott el-Jéridtől délkeletre), Douz sok tevetúra kiindulópontja dél felé;[2]
- Matmáta hagyományos lakóhelyei és az azt körülvevő berber falvak, mint például Béni Zelten, Tamezret, Zraoua és északabbra Toujane, a Médenine felé vezető úton;
- a Tatávín (Tataouine) régió és az azt körülvevő 65 kszar. Tatávín a Szahara sivatag felfedezésének kiindulópontja.[2]

## Vlágörökségi helyszínek
- Tunézia világörökségi helyszínei

## Éghajlat
| Hónap                                                            | Jan. | Feb. | Már. | Ápr. | Máj. | Jún. | Júl. | Aug. | Szep. | Okt. | Nov. | Dec. | Év   |
| ---------------------------------------------------------------- | ---- | ---- | ---- | ---- | ---- | ---- | ---- | ---- | ----- | ---- | ---- | ---- | ---- |
| Rekord max. hőmérséklet (°C)                                     | 25,2 | 29,8 | 35,2 | 33,0 | 39,0 | 45,2 | 46,7 | 46,8 | 44,4  | 39,9 | 31,6 | 25,9 | 46,8 |
| Átlagos max. hőmérséklet (°C)                                    | 15,7 | 16,5 | 18,1 | 20,7 | 24,9 | 29,0 | 32,6 | 32,7 | 29,7  | 25,2 | 20,5 | 16,7 | 23,6 |
| Átlaghőmérséklet (°C)                                            | 11,5 | 12,0 | 13,2 | 15,6 | 19,3 | 23,2 | 26,3 | 26,8 | 24,4  | 20,4 | 15,9 | 12,5 | 18,5 |
| Átlagos min. hőmérséklet (°C)                                    | 8,2  | 8,4  | 9,3  | 10,4 | 13,7 | 17,3 | 20,0 | 20,8 | 19,0  | 15,5 | 11,3 | 9,2  | 13,6 |
| Rekord min. hőmérséklet (°C)                                     | −1,7 | −1,0 | 0,4  | 2,6  | 5,9  | 9,6  | 12,9 | 13,4 | 12,1  | 5,5  | 2,4  | −0,4 | −1,7 |
| Átl. csapadékmennyiség (mm)                                      | 59   | 57   | 47   | 38   | 22   | 10   | 3    | 7    | 32    | 65   | 56   | 66   | 462  |
| Havi napsütéses órák száma                                       | 145  | 165  | 198  | 225  | 282  | 309  | 356  | 328  | 258   | 217  | 174  | 148  | 2805 |
| Forrás: World Meteorological Organization, Hong Kong Observatory |      |      |      |      |      |      |      |      |       |      |      |      |      |

| Hónap | Jan. | Feb. | Már. | Ápr. | Máj. | Jún. | Júl. | Aug. | Szep. | Okt. | Nov. | Dec. | Év   |
| --- | ---- | ---- | ---- | ---- | ---- | ---- | ---- | ---- | ----- | ---- | ---- | ---- | ---- |
| Rekord max. hőmérséklet (°C) | 27,7 | 35,2 | 35,0 | 38,6 | 43,7 | 46,0 | 45,2 | 46,3 | 42,8  | 40,0 | 33,5 | 28,6 | 46,3 |
| Átlagos max. hőmérséklet (°C) | 16,5 | 17,8 | 20,3 | 23,1 | 26,6 | 30,0 | 32,9 | 33,5 | 30,9  | 27,6 | 22,4 | 17,8 | 25,0 |
| Átlagos min. hőmérséklet (°C) | 9,2  | 9,6  | 11,6 | 14,2 | 17,5 | 20,8 | 23,1 | 24,3 | 22,8  | 19,5 | 14,7 | 11,0 | 16,6 |
| Rekord min. hőmérséklet (°C) | 0,0  | 1,0  | 4,0  | 5,0  | 6,0  | 12,0 | 15,0 | 14,0 | 14,0  | 10,0 | 3,0  | 1,0  | 0,0  |
| Átl. csapadékmennyiség (mm) | 27   | 14   | 16   | 12   | 5    | 1    | 0    | 1    | 20    | 36   | 27   | 41   | 203  |
| Havi napsütéses órák száma | 208  | 207  | 245  | 264  | 313  | 321  | 375  | 350  | 276   | 248  | 213  | 205  | 3225 |
| Forrás: Institut National de la Météorologie (precipitation days/humidity/sun 1961–1990), NOAA (humidity and sun 1961–1990), Meteo Climat (record highs and lows) |      |      |      |      |      |      |      |      |       |      |      |      |      |

| Dzserba                                     | Dzserba     | Dzserba     | Dzserba     | Dzserba     | Dzserba     | Dzserba     | Dzserba     | Dzserba     | Dzserba     | Dzserba     | Dzserba     | Dzserba     | Dzserba     |
| Month                                       | Jan         | Feb         | Mar         | Apr         | Maj         | Jun         | Jul         | Aug         | Sep         | Okt         | Nov         | Dec         | Évi átl.    |
| ------------------------------------------- | ----------- | ----------- | ----------- | ----------- | ----------- | ----------- | ----------- | ----------- | ----------- | ----------- | ----------- | ----------- | ----------- |
| Tengervíz hő. °C (°F)                       | 16.0 (61.0) | 15.0 (59.0) | 16.0 (61.0) | 17.0 (63.0) | 19.0 (66.0) | 22.0 (72.0) | 26.0 (79.0) | 28.0 (82.0) | 27.0 (81.0) | 25.0 (77.0) | 22.0 (72.0) | 18.0 (64.0) | 20.9 (69.8) |
| Átl. nappali órák                           | 10.0        | 11.0        | 12.0        | 13.0        | 14.0        | 14.0        | 14.0        | 13.0        | 12.0        | 11.0        | 10.0        | 10.0        | 12.0        |
| Átl. UV index                               | 3           | 4           | 6           | 8           | 9           | 10          | 11          | 10          | 8           | 6           | 4           | 3           | 6.8         |
| Source #1: Weather2Travel (sea temperature) |             |             |             |             |             |             |             |             |             |             |             |             |             |
| Source #2: Weather Atlas                    |             |             |             |             |             |             |             |             |             |             |             |             |             |